# Southern Africa Treaty Organization
Die Southern Africa Treaty Organization, kurz SATO war ein von Ex-Wehrmachtsgeneralmajor Friedrich Wilhelm von Mellenthin im Jahr 1960 ausgearbeitetes theoretisches Konzept einer militärpolitischen Studie zur Ergänzung der NATO in Südafrika.
Vorschlag war, dass die südafrikanischen Kolonien Mosambik (damals portugiesisches Territorium), Angola (portugiesisches Territorium), Rhodesien (britisches Territorium) und die Südafrikanische Union (nach einigen Angaben auch Südwestafrika) die SATO nach Vorbild der NATO bilden sollte, da sie zu der Zeit des Afrikanischen Jahres (1960) als einzige verlässliche Partner der NATO in (Süd‑)Afrika galten. Von dieser Basis aus sollten ständig einsatzbereite Verbände – die von Mellenthin nach Burentradition „Commandos“ nannte – für Operationen und Aktionen gegen „rebellische“ (vermeintlich  kommunistische) „Eingeborenenstaaten“ bereitstehen.
Der Spiegel brachte in der Ausgabe 34/1960 einen kurzen Artikel über von Mellenthins Vorschlag zur SATO.
Ein Video mit Erläuterungen zur SATO ist im DDR-Dokumentarfilm Der lachende Mann von 1966 zu sehen.
1970 bis 1974 kooperierten die für die SATO vorgeschlagenen Staaten im Rahmen des geheimen Alcora-Bündnisses.